# Сміливе
Сміли́ве (в минулому — Луківка) — село в Україні, у Піщанобрідській сільській громаді Новоукраїнського району Кіровоградської області. Населення становить 0 осіб. Орган місцевого самоврядування — Піщанобрідська сільська рада.

## Населення
Згідно з переписом УРСР 1989 року чисельність наявного населення села становила 57 осіб, з яких 27 чоловіків та 30 жінок.
За переписом населення України 2001 року в селі ніхто не мешкав.